# Młodzieżowe Drużynowe Mistrzostwa Polski na Żużlu 2010
Młodzieżowe Drużynowe Mistrzostwa Polski 2010 – zawody żużlowe, mające na celu wyłonienie medalistów młodzieżowych drużynowych mistrzostw Polski w sezonie 2010. Rozegrano eliminacje w czterech grupach, dwa turnieje półfinałowe oraz finał.

## Finał
- Łódź, 1 września 2010
- Sędzia: Piotr Lis

| Msc |                                                                     | Drużyna / Zawodnik                      | Biegi                    | Punkty |
| --- | ------------------------------------------------------------------- | --------------------------------------- | ------------------------ | ------ |
| 1   |                                                                     | Stal Gorzów Wielkopolski                | Stal Gorzów Wielkopolski | 25     |
| 1   | Bartosz Zmarzlik Łukasz Cyran Adrian Szewczykowski Paweł Parys      | (2,3,3,3) (3,1,2,1) (1,3,3,t) (u)       | 11 7 0                   |        |
| 2   |                                                                     | Wybrzeże Gdańsk                         | Wybrzeże Gdańsk          | 20     |
| 2   | Damian Sperz Mateusz Lampkowski Marcel Szymko Cyprian Szymko        | (w,2,2,0) (3,1,1,–) (1,–,–,–) (3,2,3,2) | 4 5 1 10                 |        |
| 3   |                                                                     | Falubaz Zielona Góra                    | Falubaz Zielona Góra     | 18 +3  |
| 3   | Patryk Dudek Łukasz Sówka Kacper Rogowski Adam Strzelec             | (w,3,2,3) (2,d,1,3) (0,0,–,–) (2,2)     | 8 +3 6 0 4               |        |
| 4   |                                                                     | Unia Leszno                             | Unia Leszno              | 18 +2  |
| 4   | Piotr Pawlicki Sławomir Musielak Tobiasz Musielak Kamil Adamczewski | (u,–,0,–) (3,3,3,2) (2,1,3,1) (w,w)     | 0 11 +2 7 0              |        |
| 5   |                                                                     | Orzeł Łódź                              | Orzeł Łódź               | 18 +w  |
| 5   | Mateusz Kowalczyk Michał Łopaczewski Emil Idziorek –                | (1,2,2,2) (0,1,2,1) (1,0,3,3) –         | 7 4 7 +w –               |        |
| 6   |                                                                     | Start Gniezno                           | Start Gniezno            | 16     |
| 6   | Kacper Gomólski Oskar Fajfer Wojciech Lisiecki Marcin Wawrzyniak    | (2,2,2,3) (1,2,1,2) (0,–,0,–) (1,0)     | 9 6 0 1                  |        |
| 7   |                                                                     | Unia Tarnów                             | Unia Tarnów              | 9      |
| 7   | Szymon Kiełbasa Łukasz Lesiak Jakub Jamróg Edward Mazur             | (3,d,w,–) (t,0,0,1) (1,3,1,u) (d,0)     | 3 1 5 0                  |        |

Bieg po biegu:
1. Lampkowski, Sówka, Dudek (w/u), Sperz (w/su)
2. Cyran, Zmarzlik, Kowalczyk, Łopaczewski
3. S. Musielak, Gomólski, Fajfer, Pawlicki (u4)
4. Kiełbasa, Sperz, M. Szymko, Mazur (d4), Lesiak (t)
5. Dudek, Kowalczyk, Idziorek, Rogowski
6. Zmarzlik, Gomólski, Szewczykowski, Lisieckigo.
7. S. Musielak, T. Musielak, Jamróg, Kiełbasa (d3)
8. C. Szymko, Sperz, Łopaczewski, Idziorek
9. Szewczykowski, Dudek, Cyran, Rogowski
10. Jamróg, Fajfer, Wawrzyniak, Lesiak
11. S. Musielak, C. Szymko, Lampkowski, Adamczewski (w/u)
12. Dudek, Gomólski, Fajfer, Sówka (d4)
13. Idziorek, Łopaczewski, T. Musielak, Pawlicki
14. Szewczykowski, Cyran, Jamróg, Lesiak
15. C. Szymko, Fajfer, Lampkowski, Lisiecki
16. T. Musielak, Strzelec, Sówka, Adamczewski (w/u)
17. Idziorek, Kowalczyk, Jamróg (u), Kiełbasa (w/u)
18. Zmarzlik, C. Szymko, Cyran, Sperz
19. Sówka, Strzelec, Lesiak, Mazur
20. Gomólski, Kowalczyk, Łopaczewski, Wawrzyniak
21. Zmarzlik, S. Musielak, T. Musielak, Parys (u4), Szewczykowski (t)
22. Bieg o brązowy medal: Dudek, S. Musielak, Idziorek (w/u)